# Tomasz Wiśniewski (filolog)
Tomasz Wiśniewski (ur. 1958) – polski dziennikarz, filolog, kulturoznawca i historyk, doktor nauk humanistycznych, autor publikacji poświęconych stosunkom polsko-żydowskim oraz historii Białostocczyzny.

## Życiorys
W okresie studiów w Białymstoku był w 1980 współzałożycielem Niezależnego Zrzeszenia Studentów w tym mieście. W związku z tą działalnością po ogłoszeniu stanu wojennego został internowany na 9 miesięcy. Później podjął pracę bibliotekarza w szkole podstawowej a następnie dziennikarza „Kuriera Porannego” w Białymstoku. Zajął się dokumentowaniem spuścizny kulturowej Żydów województwa podlaskiego, w tym cmentarzy żydowskich, czego efektem było wiele publikacji książkowych i artykułów naukowych. Pomysłodawca - założyciel - twórca i realizator internetowego Społecznego Muzeum Żydów  Białegostoku i Regionu, projektu online prowadzonego przez Stowarzyszenie Muzeum Żydów Białegostoku, laureat Nagrody POLIN 2018. 
W 2012 na podstawie napisanej pod kierunkiem Marii Nowackiej rozprawy pt. Konwersje Żydów na ziemiach polskich. Studium przypadku Misji Barbikańskiej w Białymstoku 1924–1939 uzyskał w Instytucie Kulturoznawstwa Wydziału Nauk Społecznych Uniwersytetu im. Adama Mickiewicza w Poznaniu uzyskał stopień naukowy doktora nauk humanistycznych w dyscyplinie kulturoznawstwo w specjalości filologia polska.
W 2014 otrzymał III Nagrodę i Medal Zygmunta Glogera „za dokumentowanie i popularyzowanie tradycji wielokulturowych na Podlasiu”. W 2020 odznaczony Krzyżem Wolności i Solidarności.
Nagroda 8. Festiwalu Filmowego EMiGRA 2020: film dokumentalny pt. "Chudzielec" – reż. Tomasz Wiśniewski, Polska 2020 – Złota EMiGRA za reportaż o pasji i wierze w moc ludzką nakręcony w niezwykle trudnych warunkach z charyzmatycznym bohaterem w roli głównej.

## Wybrane publikacje
- Nawracanie Żydów na ziemiach polskich: Misja Barbikańska w Białymstoku (2013)
- Białystok między wojnami: opowieść o życiu miasta 1918–1939 (współautor: Jan Oniszczuk, 2011)
- Zaczęło się na Zielonej: o Ludwiku Zamenhofie, jego rodzinie i początkach esperanta (współautor: Zbigniew Romaniuk, 2009)
- Nieistniejące mniejsze cmentarze żydowskie: rekonstrukcja Atlantydy = The lost world of small-town Jewish cemeteries: reconstructing Atlantis (2009)
- Białystok na starych pocztówkach = Białystok in old postcards = Belostok na staryh otkrytkah (współautor: Adam Dobroński, 2008)
- Jewish Bialystok and surroundings in Eastern Poland: a guide for yesterday and today (1998)
- Bóżnice Białostocczyzny: heartland of the Jewish life: synagogues and Jewish communities in Białystok region (1991)
- Białystok w starej pocztówce (1990)
- Ludwik Zamenhof (1987)[1]